# Euplexia resplendens
Euplexia resplendens là một loài bướm đêm trong họ Noctuidae.